# Andrea Ranocchia
Andrea Ranocchia (n. 16 februarie 1988) este un fotbalist italian care evoluează în Serie A la clubul Internazionale Milano, pe postul de fundaș, fiind și căpitan al echipei.

## Palmares

### Club
Bari
- Serie B: 2008–09

Internazionale
- Coppa Italia: 2010–11

### Individual
- Premiul Armando Picchi: 2010–2011
- Echipa anului în Serie A (1): 2010–11

## Statistici de club
La 18 mai 2014.
| Club          | Sezon         | Campionat | Campionat | Cupă    | Cupă   | Europa  | Europa | Total   | Total  |
| Club          | Sezon         | Meciuri   | Goluri    | Meciuri | Goluri | Meciuri | Goluri | Meciuri | Goluri |
| ------------- | ------------- | --------- | --------- | ------- | ------ | ------- | ------ | ------- | ------ |
| Arezzo        | 2006–07       | 24        | 1         | 5       | 1      | –       | –      | 29      | 2      |
| Arezzo        | 2007–08       | 32        | 0         | –       | –      | –       | –      | 32      | 0      |
| Arezzo        | Total         | 56        | 1         | 5       | 1      | –       | –      | 61      | 2      |
| Bari          | 2008–09       | 17        | 1         | 0       | 0      | –       | –      | 17      | 1      |
| Bari          | 2009–10       | 17        | 2         | 1       | 0      | –       | –      | 18      | 2      |
| Bari          | Total         | 34        | 3         | 1       | 0      | –       | –      | 35      | 3      |
| Genoa         | 2010–11       | 16        | 2         | 1       | 0      | –       | –      | 17      | 2      |
| Genoa         | Total         | 16        | 2         | 1       | 0      | –       | –      | 17      | 2      |
| Inter Milano  | 2010–11       | 18        | 1         | 4       | 0      | 4       | 0      | 26      | 1      |
| Inter Milano  | 2011–12       | 12        | 1         | 3       | 0      | 2       | 0      | 17      | 1      |
| Inter Milano  | 2012–13       | 32        | 2         | 3       | 1      | 10      | 0      | 45      | 3      |
| Inter Milano  | 2013–14       | 24        | 1         | 2       | 1      | –       | –      | 26      | 2      |
| Inter Milano  | 2014–15       | 5         | 0         | 0       | 0      | 3       | 0      | 8       | 0      |
| Inter Milano  | Total         | 91        | 5         | 11      | 2      | 18      | 0      | 122     | 7      |
| Total carieră | Total carieră | 196       | 11        | 18      | 3      | 18      | 0      | 234     | 13     |